# Жнивные песни

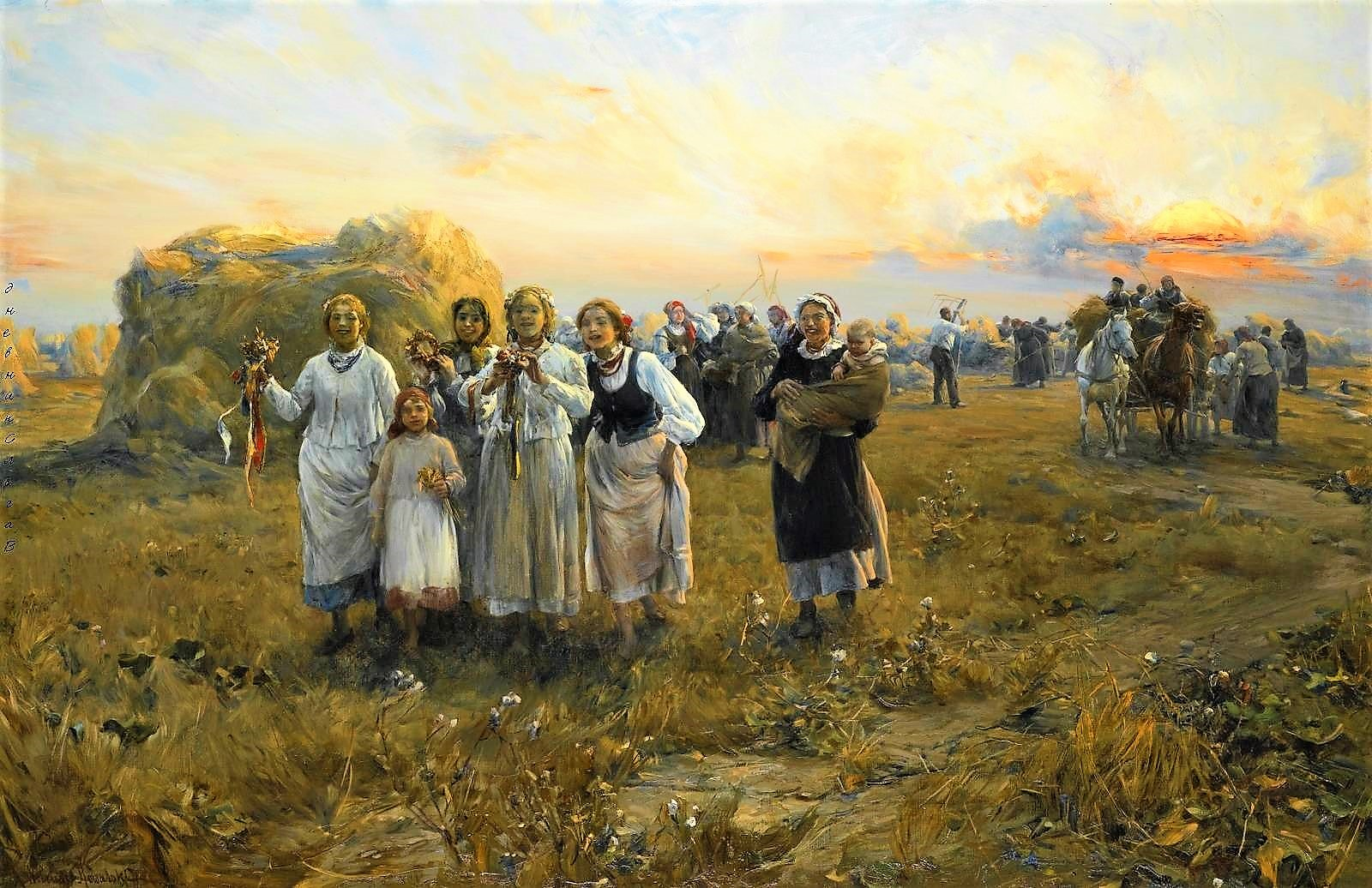
А. Ковальский-Веруш. Дожинки. 1910

Жнивные песни славян (жатвенные песни) — календарные песни, исполнявшиеся при совершении обрядов, сопровождавших уборку урожая. Известны во всех славянских традициях, но наиболее популярным и многообразным по форме является репертуар у восточных славян (бел. жніўныя песні, укр. жниварські пісні). Он включает три тематические группы текстов: зажиночные песни, исполняемые на начальном этапе жатвы; собственно жнивные, которые поют на протяжении всего периода уборочных работ; дожиночные, приуроченные к моменту завершения жатвы и празднования по этому поводу.
Относительно небольшую группу составляют зажиночные песни, исполняемые в первые два дня с начала жатвы. Их пели по пути в поле и возвращаясь домой, перед ритуальным зажином, на следующее утро, когда приступали к уборке хлеба.
Более значительная по составу группа собственно жатвенных песен носит характер сезонных необрядовых фольклорных текстов, в которых при сохранении образов жатвы усиливаются мотивы лирической песенности, жалоб на изнурительный труд, на неприветливость свекрови, несчастливую долю и т. п.
Наиболее многочисленная группа — дожиночные песни, связанные с обрядами окончания жатвы: это и шутливые корильные припевки, высмеивающие отставших жнецов; и «бородные» песни, сопровождавшие ритуал завивания последних оставленных в поле колосьев; и величальные, восхвалявшие жниц и хозяина поля; и веселые песенки, исполнявшиеся при возвращении в село и за праздничным столом и т. п.